# Pataeta hoenei
Pataeta hoenei là một loài bướm đêm trong họ Noctuidae.